# Khanchikot
Khanchikot (nep. कान्छीकोट) – gaun wikas samiti w zachodniej części Nepalu w strefie Lumbini w dystrykcie Arghakhanchi. Według nepalskiego spisu powszechnego z 2011 roku liczył on 797 gospodarstw domowych i 3225 mieszkańców (1807 kobiet i 1418 mężczyzn).